# Бачков, Оганес Сергеевич
Огане́с Серге́евич Бачко́в (арм. Հովհաննես Բաչկով; род. 2 декабря 1992, Гюмри) — армянский боксёр-любитель и профессионал, выступающий в лёгкой и первой полусредней весовых категориях. Выступает за сборную Армении по боксу начиная с 2008 года, бронзовый призёр Олимпийских игр (2020), участник Олимпийских игр (2016), четырёхкратный бронзовый призёр чемпионата мира (2017, 2019, 2021, 2023), чемпион Европейских игр (2019), двукратный чемпион Европы (2017, 2022), четырёхкратный чемпион Армении (2013—2015, 2018), многократный победитель и призёр первенств международного и национального значения в любителях. Заслуженный мастер спорта Армении (2021).

## Биография
Оганес Бачков родился 2 декабря 1992 года в городе Гюмри Ширакской области. Учился в местной средней школе, в течение двух лет также проживал в Адлере, но затем вернулся на родину. Активно заниматься боксом начал в возрасте семи лет по примеру двоюродного брата, проходил подготовку под руководством тренерoв Рудика Мкртчяна и Карена Казаряна.

## Любительская карьера
Впервые заявил о себе в 2008 году, выиграв бронзовую медаль на чемпионате Европы среди юниоров в Болгарии. Два года спустя выступил на юниорском чемпионате мира в Азербайджане, взял серебро на Кубке Дана Позняка в Литве. В 2011 году одержал победу на турнире Гагика Царукяна, вошёл в основной состав армянской национальной сборной и побывал на взрослом мировом первенстве в Баку, где был остановлен уже в 1/32 финала.
В 2013 году стал чемпионом Армении в лёгкой весовой категории, боксировал на чемпионате Европы в Минске и на чемпионате мира в Алма-Ате, однако попасть здесь в число призёров не смог.
Начиная с 2014 года выступал в первом полусреднем весе, вновь одержал победу в зачёте армянского национального первенства.
В 2015 году в третий раз подряд завоевал золото чемпионата Армении. Выступил на европейском первенстве в Самокове — добрался здесь до стадии четвертьфиналов, проиграв литовцу Эвальдасу Пятраускасу. При этом на мировом первенстве в Дохе в том же четвертьфинале был побеждён кубинцем Ясниэлем Толедо.
Бачков занял первое место на олимпийском квалификационном турнире в Венесуэле и благодаря этому удостоился права защищать честь страны на летних Олимпийских играх 2016 года в Рио-де-Жанейро. На Играх в стартовом поединке первой полусредней весовой категории благополучно прошёл венесуэльца Луиса Аркона, но затем в 1/16 финала со счётом 1:2 потерпел поражение от китайца Ху Цяньсюня и выбыл из борьбы за медали.
После Олимпиады Оганес Бачков остался в основном составе боксёрской команды Армении и продолжил принимать участие в крупнейших международных турнирах. Так, в 2017 году он одолел всех соперников на чемпионате Европы в Харькове, а также завоевал бронзовую медаль на чемпионате мира в Гамбурге.
На чемпионате мира 2019 года в Екатеринбурге дошёл до полуфинала, в котором уступил боксёру из США Кейшону Дэвису, и завоевал бронзовую медаль.
В июле 2021 года Оганес стал бронзовым призёром Олимпиады в Токио. Он победил боксёров из Антигуа, Азербайджана и Узбекистана, однако в полуфинале уступил американцу Кейшону Дэвису и завоевал бронзовую медаль Игр. В ноябре того же года на чемпионате мира в Белграде после побед над соперниками из Азербайджана и Италии вышел в четвертьфинал, где решением трёх судей  из пяти проиграл тайцу Сомчаю Вонгсувану. Однако после протеста Федерации бокса Армении судейская комиссия приняла решение пересмотреть результат этого боя и отдала победу армянскому боксёру. Выйдя таким образом в полуфинал, Бачков уступил там кубинцу Энди Крусу и снова завоевал бронзовую награду мирового первенства.
В мае 2022 года на домашнем чемпионате Европы в Ереване уверенно выиграл все свои 4 поединка и стал единственным представителем команды хозяев, поднявшимся на верхнюю ступень пьедестала почёта этих соревнований.